# Gleirschtal (Karwendel)
Le Gleirschtal est une vallée perpendiculaire de la vallée de Hinterau.
Elle est délimitée à l'ouest par le groupe de l'Erlspitze, à l'est et au nord par le chaînon de Gleirsch-Halltal et au sud par le Nordkette.
La vallée est traversée par le Gleirschbach, un affluent de l'Isar.